# Love Beyond Frontier (phim truyền hình 2019)
Love Beyond Frontier (tiếng Thái: Love Beyond Frontier – อุบัติรักข้ามขอบฟ้า; RTGS: Love Beyond Frontier – Ubat Rak Kham Khop Fa) là một bộ phim truyền hình Thái Lan phát sóng năm 2019, được remake từ bộ phim cùng tên năm 2008, với sự tham gia của Perawat Sangpotirat (Krist), Tipnaree Weerawatnodom (Namtan), Thitipoom Techaapaikhun (New) và Ramida Jiranorraphat (Jane).
Bộ phim được đạo diễn bởi Worrawech Danuwong và sản xuất bởi GMMTV và Lasercat Studio. Đây là một trong mười ba dự án phim truyền hình năm 2019 được GMMTV ra mắt trong sự kiện "Wonder Th13teen" vào ngày 5 tháng 11 năm 2018. Bộ phim được phát sóng vào lúc 20:10 (ICT), Chủ nhật trên GMM 25 và phát lại vào 22:00 (ICT) cùng ngày trên LINE TV, bắt đầu tử ngày 12 tháng 5 năm 2019. Bộ phim đã kết thúc vào ngày 4 tháng 8 năm 2019.

## Diễn viên
Dưới đây là dàn diễn viên của bộ phim:

### Diễn viên chính
- Peraw Sangpotirat (Krist) vai Wang
- Tipnaree Weerawatnodom (Namtan) vai Pat
- Thitipoom Techaapaikhun (New) vai Win
- Ramida Jiranorraphat (Jane) vai Ple

### Diễn viên phụ
- Penpak Sirikul (Tai) vai Rose
- Apasiri Nitibhon (Um) vai Pa
- Leo Saussay vai Phu
- Jirawat Wachirasarunpat (Wo) vai Bo
- Nachat Juntapun (Nicky) vai Điệp viên
- Praeploy Oree vai Y tá
- Sumet Ong vai Chuang, bố của Pat

## Nhạc phim
| Tên bài hát                    | Thể hiện                  | Ref.  |
| ------------------------------ | ------------------------- | ----- |
| ยิ่งรักยิ่งเจ็บ (Ying Rak Ying Jaeb) | Peraw Sangpotirat (Krist) | [ 8 ] |